# 泛T細胞抗原
泛T細胞抗原是指所有T細胞都有表达的细胞表面抗原，有CD2、CD3、CD5、CD7等。